# 14-я отдельная армия ПВО
14-я отдельная армия Противовоздушной обороны (14 ОА ПВО) — оперативное объединение войск противовоздушной обороны СССР и войск ПВО Российской Федерации.

## История организационного строительства
- Новосибирский корпус ПВО (с 01.07.1952 г.)[1][2];
- 14-я отдельная армия ПВО (с 24.03.1960 г.);
- 6-й отдельный корпус ПВО (с 10.06.1994 г.);
- 14-я армия ВВС и ПВО (с 01.06.1998 г.);
- 2-е командование ВВС и ПВО (с 01.08.2009 г.);
- 14-я армия ВВС и ПВО (с 01.08.2015 г.);

## Формирование армии
14-я отдельная армия ПВО сформирована на базе управления Новосибирского корпуса ПВО к 1 апреля 1960 года на основании Директивы Генерального штаба ВС СССР от 15 марта 1960 r. № орг/6/60886 и Директивы Главнокомандующего войсками ПВО страны от 24 марта 1960 г. № ому/1/454690.

## Расформирование армии
14-я отдельная армия ПВО 10 июня 1994 года в соответствии с ДГШ войск ПВО № 665/10337 реорганизована в 6-й отдельный корпус ПВО.

## Боевой состав армии
| - Управление, штаб, командный пункт (Новосибирск, Новосибирская область); - 20-я Амурская дивизия ПВО (Новосибирск, Новосибирская область); - 26-я Мукденская дивизия ПВО (Иркутск, Иркутская область); В 1963 году сформирована 33-я дивизия ПВО (Семипалатинск, Семипалатинская область (Казахстан)), которая вошла в состав Армии. В соответствии с Директивой ГШ от 27 июня 1967 года, переброшена из Баку и заступила на боевое дежурство 22-я дивизия ПВО. Штаб дивизии разместился в Норильске. В 1969 году в состав армии вошла сформированная на аэродроме Толмачево 43-я отдельная транспортная авиационная эскадрилья на самолётах Ан-12, Ан-24, Ан-26 и вертолётах Ми-8. В 1980 году произошли изменения: - 20-я Амурская дивизия ПВО] переформирована в 38-й Амурский корпус ПВО, - 26-я Мукденская дивизия ПВО переформирована в 39-й Мукденский корпус ПВО, - 33-я дивизия ПВО из Семипалатинска перебазирована в Атамановку (Читинская область), - В Семипалатинске сформирован новый 56-й корпус ПВО, - истребительные полки переданы в состав ВВС округа. |

| - Управление, штаб, командный пункт (Новосибирск, Новосибирская область); - 43-я отдельная транспортная авиационная эскадрилья Толмачево (Новосибирск); - 38-й Амурский корпус ПВО (Новосибирск, Новосибирская область); - 39-й Мукденский корпус ПВО (Иркутск, Иркутская область); - 56-й корпус ПВО (Семипалатинск, Семипалатинская область (Казахстан)). - 22-я дивизия ПВО (Норильск) В 1988 году 43-я отдельная транспортная авиационная эскадрилья переформирована в 197-й отдельный транспортный авиационный полк. В марте 1988 года 39-й Мукденский корпус ПВО переформирован в 94-ю дивизию ПВО 25 января 1989 года в состав армии включён 50-й гвардейский Ясский Краснознамённый ордена Суворова корпус ПВО |

| - Управление, штаб, командный пункт (Новосибирск, Новосибирская область); - 197-й отдельный транспортный авиационный полк Толмачево (Новосибирск); - 50-й гвардейский Ясский Краснознамённый ордена Суворова корпус ПВО (Атамановка (Читинская область); - 56-й корпус ПВО (Семипалатинск, Семипалатинская область (Казахстан)); - 38-й Амурский корпус ПВО (Новосибирск, Новосибирская область); - 22-я дивизия ПВО (Норильск) - 94-я дивизия ПВО (Иркутск, Иркутская область); В начале 90-х 56-й корпус ПВО (Семипалатинск, Семипалатинская область (Казахстан)) передан ВС Республики Казахстан. В 1993 году, с подчинёнными ей частями, расформирована 22-я дивизия ПВО (Норильск) . В 1994 году 38-й Амурский корпус ПВО переформирован в 41-ю Амурскую дивизию ПВО. |

## Командующие армией
- Генерал-майор авиации Маслов Сергей Михайлович[2], 04.1960 — 03.1962
- Генерал-полковник артиллерии Сапрыкин Дмитрий Григорьевич[2], 03.1962 — 10.1968
- Генерал-полковник авиации Абрамов Владимир Никитович[2], 10.1968 — 1975
- Генерал-полковник Бошняк Юрий Михайлович[2], 1975—1981
- Генерал-полковник Тимохин Евгений Леонидович[2], 1981—1986
- Генерал-лейтенант Артемьев Владимир Александрович[2], 1986 — 12.1990
- Генерал-лейтенант Майоров Валентин Николаевич[2], 01.1991 — 1993
- Генерал-лейтенант Анисимов Олег Владимирович[2], 1993—1994
- Генерал-лейтенант Нечаев Валерий Дмитриевич[2], 1994—05.1998

## Дислокация армии
- Штаб армии — Новосибирск[1].